# Ernesto Franco
Pour les articles homonymes, voir Franco (homonymie).
Ernesto Franco (né le 11 août 1956 à Gênes et mort le 10 septembre 2024 dans la même ville) est un écrivain et universitaire italien .

## Biographie
Diplômé en littérature de l'université de Gênes, Ernesto Franco travaille dans les maisons d’édition Marietti et Garzanti et enseigne dans les universités de Gênes et de Sienne.
Spécialiste de la culture hispano-américaine, il édite ou traduit les œuvres de Jorge Luis Borges, Julio Cortazar, Julio Cortázar, Alvaro Mutis, Álvaro Mutis, Octavio Paz, Ernesto Sábato et Mario Vargas Llosa.
Il a également édité une anthologie de littérature fantastique, avec des textes de Borges, Silvina Ocampo, Adolfo Bioy Casares.
Depuis 1998, il est responsable éditorial chez Einaudi.
En 1999, il remporte le Prix Viareggio avec Vite senza fine (Vies sans fin).

## Œuvre traduite en français
- Vies sans fin, [« Vite senza fine »], trad. de Monique Baccelli, Paris, Éditions Gallimard, coll. « L’arpenteur. Domaine italien », 2001, 150 p.  (ISBN 2-07-075802-8)

## Crédit d'auteurs
- (it) Cet article est partiellement ou en totalité issu de l’article de Wikipédia en italien intitulé « Ernesto Franco » (voir la liste des auteurs).